# 덴마크의 국기

덴마크의 국기 (비율 28:37)

덴마크의 국기는 다너브로(덴마크어: Dannebrog)란 이름으로도 부른다. 다너브로는 "덴마크의 힘"이라는 뜻이다. 빨간색 바탕에 흰색 스칸디나비아 십자가 그려져 있다.
십자기 형태 중 가장 오래된 국기로 알려져 있으며, 전설에 의하면 1219년 6월 15일 덴마크의 발데마르 2세 국왕이 에스토니아 원정 도중에 린다니세(Lindanise, 현재의 에스토니아 탈린) 전투에서 고전을 겪고 있을 때 하늘에서 하얀색 십자가가 그려진 붉은색 깃발이 등장하면서 덴마크 군대가 승리했다는 전설이 전한다. 덴마크 국기는 기네스북에 "가장 오래된 계속 사용된 국기"로 등재되었다.
덴마크 국기의 디자인은 다른 노르딕 국가의 국기에도 영향을 주었다. 정부기와 해군기의 비율은 56:107이며, 해군기는 빨간색이 아닌 밤색을 사용한다.

## 색상
덴마크의 국기 색상은 다음과 같다.
| 색상 | 빨강                | 하양                  |
| ---- | ------------------- | --------------------- |
| 팬톤 | 186 C               | Safe                  |
| RGB  | 208–12–51 (#D00C33) | 255–255–255 (#FFFFFF) |

## 여러 국기들

정부기
해군기

## 옛 국기

칼마르 동맹
덴마크-노르웨이

## 같이 보기
- 그린란드의 기
- 페로 제도의 기
- 흐라픈스메르키
- 몰타 기사단의 기